# Hořčice (rod)
Hořčice (Sinapis) je nevelký rod převážně jednoletých žlutě kvetoucích bylin z čeledě brukvovitých, které mají olejnatá semena ostré chuti. Rostliny rodu hořčice rostou, ať již v důsledku úmyslného rozšíření nebo nahodilého zavlečení, téměř po celém světě.

## Upřesnění
Pojmenování "hořčice" se nesprávně používá i pro některé rostliny z rodu brukev, které sice mají semena také ostře palčivá, ale taxonomicky do rodu hořčice (Sinapis) nepřísluší. Tyto druhy, pocházející většinou ze severní Afriky, Asie a Evropy, se již před staletími uplatňovaly jako užitkové rostliny a jejich název hořčice je historický. Např. název
- hořčice sareptská nebo indická se užívá pro brukev sítinovitou (Brassica juncea),
- hořčice černá nebo černohořčice se užívá pro brukev černou (Brassica nigra),
- hořčice hnědá nebo habešská se užívá pro brukev kýlnatou (Brassica carinata).

Pouze níže uvedené druhy nesou oprávněně botanické jméno hořčice; prvé tři se vyskytují i v České republice:
- Sinapis alba L. – hořčice setá[1] (dříve byla pod jménem bělohořčice setá (Leucosinapis alba) zařazována do rodu bělohořčice (Leucosinapis), též známa jako hořčice bílá,
- Sinapis arvensis L. – hořčice polní (dříve byla známa pod jménem hořčice rolní (je to plevelná rostlina vyrůstající na polích, okolo cest i na rumištích,
- Sinapis dissecta Lag. – hořčice rozeklaná (dříve byla pod jménem bělohořčice rozeklaná (Leucosinapis dissecta) zařazována do rodu bělohořčice (Leucosinapis) nebo uznávána jako poddruh hořčice seté neb hořčice bílé),
- Sinapis flexuosa Poir. (původní výskyt Alžírsko, Maroko, Španělsko,
- Sinapis pubescens L. (původní výskyt Alžírsko, Francie, Itálie, Maroko, Tunisko).[2][3][4][5][6][3]

## Popis
Jsou to jednoleté byliny s přímými, pevnými, jednoduchými nebo rozvětvenými lodyhami dorůstajícími do výše až 0,8 m. Jsou lysé nebo pouze s jednoduchými chlupy a mají dva druhy listů. Přízemní řapíkaté vyrůstající obvykle v růžici a bývají lyrovitě jedno- nebo dvojnásobně zpeřené, zřídka nedělené a jen hrubě zubaté. Lodyžní listy bez palistů jsou krátce řapíkaté nebo přisedlé, ne však objímavé, jejich čepele jsou zubaté, laločnaté nebo ojediněle i celistvé, směrem vzhůru se zmenšují.
Drobné pravidelné květy bez listenů vyrůstají na stopkách které jsou vztyčené nebo směřují šikmo vzhůru, vytvářejí květenství hrozen. Čtyřčetné oboupohlavné květy mají rozevřené kališní lístky vyrůstající ve dvou přeslenech, jsou podlouhlého tvaru a na koncích jsou ohrnuté. Žluté korunní lístky rostou v jednom kruhu, střídají se s kališními, jsou obvejčité, na vrcholu tupé nebo s mělkým zářezem. Šest čtyřmocných tyčinek vyrůstajících ve dvou kruzích má tenké nitky zakončené podlouhlými prašníky. V květu jsou dále čtyři nektarové žlázy. Gyneceum je tvořeno dvěma plodolisty, dvoudílný semeník je zakončen hlavičkovitou bliznou. Květy se opylují vlastním i cizím pylem přenášeným hmyzem. Jsou to rostliny dlouhodenní a poměrně dobře snášejí sucho.
Plody jsou výrazně zobákovité, válcovité, dvoudílné, pukavé šešule 2 až 5,5 cm dlouhé vyrůstající na vztyčených nebo do strana se rozbíhajících stopkách. V každé části mají po 2 až 24 kulovitých, bezkřídlých semenech která po navlhčení slizovatí.

## Význam
Rostliny rodu hořčice mají odděleně v buňkách thioglykosidy (glukosinoláty neboli sirné glykosidy – například sinigrin či sinalbin) a enzymy myrozinázy. Po porušení rostlinných pletiv se tyto dostávají do styku, glukosinoláty jsou enzymy štěpeny a vznikají isothiokyanáty (hořčičné silice) se specifickou vůní a ostrou chutí, nejvíce je jich obsaženo semenech. Proto se již po staletí vyrábí z drcených hořčičných semen, hlavně z hořčice bílé, známá pochutina hořčice. Z 1 kg hořčičného semene se vyrobí cca 6 kg konečného produktu hořčice.
Hořčičný olej lisovaný za studena se tradičně používal v kosmetice, při masážích i v léčitelství k vnitřnímu použití, v současnosti se ale v Evropské unii již téměř nepoužívá. Thioglykosidy se řadí mezi fytoncidy, které prokazují antimikrobiální vlastnosti, inhibují některé druhy mykotoxigenních plísní, např. aspergilózu způsobovanou rodem Aspergillus.
Nezanedbatelné je také používání rostlin hořčice jako meziplodiny na zelené hnojení, dávají za krátkou dobu mnoho zelené hmoty, která se v půdě spolehlivě rozkládá. Jako píce není hořčice pro velký obsah thioglykosidů vhodná, zato ze zbytků semen po vylisování lze připravovat výživná krmiva.